# Alpagota
L' Alpagota ou Pagota (en italien : pecora alpagota) est une race de mouton domestique d'origine italienne, élevée pour son lait, sa laine et sa viande dans le nord-est de l'Italie.

## Origine et distribution

La Vénétie, zone de présence de la race Alpagota.

La race descend de croisement divers entre trois autres races d'origine italiennes : la Lamon (en), l'Istriana (en) et la Vicentina (en). On la trouve dans la région de Vénétie et plus particulièrement dans la province de Belluno. La zone d'Alpago a donné son nom à la race.

## Description
C'est une race de mouton de taille moyenne appartenant au groupe des races alpines. Les mâles peuvent atteindre 67 cm au garrot et un poids de 52 kg en moyenne. Les animaux sont blancs avec la tête et les pattes tachées de noir ou de marron. Les oreilles sont de petites tailles parfois presque inexistantes. Les cornes sont absentes chez cette race.

## Élevage et production
C'est une race rustique et frugale qui est bien adaptée au milieu local composé de collines et de montagnes. Les animaux pâturent en altitude en été et sont gardés en bergerie en hiver. La race est élevée aussi bien pour son lait, sa laine que sa viande. Mais la production principale reste sa production de viande d'agneau qui est assez recherchée. Les agneaux sont tuées alors qu'ils pèsent entre 15 et 20 kg. En 2002, les éleveurs de la région créent le label Agnello d’Alpago,. Le lait est utilisé pour la fabrication de fromage local après le sevrage des agneaux.

## Sauvegarde
Au début du 20e siècle, la population avoisinait les 10 000 têtes. Mais à la suite de l'exode rural, celle-ci chute à 1 000 têtes dans les années 1980 pour tomber à 510 têtes en 1994. En 1998, sa faible population (inférieure à 500 têtes) pousse la FAO a classé la race « en danger ». À la fin des années 2000, les effectifs étant remontés, son statut passe à « non menacée ». Son effectif dépasse les 3 000 têtes à la fin des années 2010.